# LFFA Division III 2018
La LFFA Division III 2018 è la 3ª edizione del campionato di football americano di terzo livello, organizzato dalla LFFA.

## Squadre partecipanti
| Club              | Città    | Stadio | Sponsor ufficiale | Risultato nella stagione 2017 |
| ----------------- | -------- | ------ | ----------------- | ----------------------------- |
| COF Atomics       | Amay     |        |                   |                               |
| Mons Knights      | Mons     |        |                   |                               |
| Soumagne Raptors  | Soumagne |        |                   |                               |
| Verviers Mustangs | Verviers |        |                   |                               |

## Stagione regolare

### Calendario

#### 1ª giornata
| Mons 25 febbraio 2018, ore 12:00 | COF Atomics | 0 – 28 | Verviers Mustangs |  |

| Mons 25 febbraio 2018, ore 15:00 | Mons Knights | 34 – 0 | Soumagne Raptors |  |

#### 2ª giornata
| Verviers 4 marzo 2018, ore 12:00 | COF Atomics | 8 – 36 | Soumagne Raptors |  |

| Verviers 4 marzo 2018, ore 15:00 | Verviers Mustangs | 0 – 26 | Mons Knights |  |

#### 3ª giornata
| Ayneux 18 marzo 2018, ore 12:00 | Verviers Mustangs | 22 – 0 | COF Atomics |  |

#### 4ª giornata
| Amay 1º aprile 2018, ore 12:00 | Mons Knights | 6 – 6 | Verviers Mustangs |  |

| Amay 1º aprile 2018, ore 15:00 | COF Atomics | 6 – 51 | Soumagne Raptors |  |

#### Recupero
| Ayneux 8 aprile 2018, ore 15:00 | Mons Knights | 48 – 12 | Soumagne Raptors |  |

#### 5ª giornata
| Verviers 15 aprile 2018, ore 12:00 | Mons Knights | 47 – 0 | COF Atomics |  |

| Verviers 15 aprile 2018, ore 15:00 | Verviers Mustangs | 18 – 9 | Soumagne Raptors |  |

#### 6ª giornata
| Amay 29 aprile 2018, ore 12:00 | Soumagne Raptors | 8 – 42 | Verviers Mustangs |  |

| Amay 29 aprile 2018, ore 15:00 | COF Atomics | 51 – 0 | Mons Knights |  |

### Classifica
La classifica della regular season è la seguente:
- PCT = percentuale di vittorie, G = partite giocate, V = partite vinte,  P = partite perse, PF = punti fatti, PS = punti subiti

| Pos. | Squadra           | PCT  | G | V | N | P | PF  | PS  |
| ---- | ----------------- | ---- | - | - | - | - | --- | --- |
| 1    | Mons Knights      | .750 | 6 | 4 | 1 | 1 | 176 | 54  |
| 2    | Verviers Mustangs | .750 | 6 | 4 | 1 | 1 | 116 | 49  |
| 3    | Soumagne Raptors  | .500 | 6 | 3 | 0 | 3 | 152 | 120 |
| 4    | COF Atomics       | .000 | 6 | 0 | 0 | 6 | 14  | 235 |

## Playoff

### II LFFA Bowl DIII
| Tournai 27 maggio 2018, ore 13:00 | Mons Knights | 35 – 6 | Verviers Mustangs |  |

## Verdetti
- Mons Knights Vincitori della LFFA DIII 2018